# Shaq Buchanan
Pour les articles homonymes, voir Buchanan.
Leroy « Shaq » Buchanan, né le 30 janvier 1997 à Madison au Mississippi, est un joueur américain de basket-ball évoluant au poste d'arrière.

## Biographie

### Carrière professionnelle
Non sélectionné à la draft NBA de 2019, il signe au Hustle de Memphis, club de NBA Gatorade League affilié aux Grizzlies de Memphis, le 17 octobre 2019.
En août 2021, il participe à la NBA Summer League de Salt Lake City sous le maillot des Grizzlies. Le mois suivant, il signe chez les Grizzlies, mais est coupé le 7 octobre 2021 après avoir disputé un seul match de pré-saison. À la suite de cela, il regagne les rangs du Hustle de Memphis.
Fin décembre 2021, il signe pour 10 jours avec les Grizzlies de Memphis.